# Купратый, Владимир Иванович
Владимир Иванович Купратый (род. 1 июня 1938, село Ружичанка, теперь Хмельницкого района Хмельницкой области) — украинский советский партийный деятель, 1-й секретарь Хмельницкого обкома КПУ. Член ЦК КПУ в 1990—1991 голах. Кандидат экономических наук.

## Биография
Родился в семье крестьянина. В 1955—1960 годах — студент Львовского сельскохозяйственного института.
Трудовую деятельность начал в 1960 году инженером-землеустроителем Хмельницкого областного управления сельского хозяйства, работал начальником землеустроительного отряда, главным инженером отдела по защите почв и землепользования.
Член КПСС с 1962 года.
До 1964 года — 1-й секретарь Славутского районного комитета ЛКСМУ; 2-й секретарь Хмельницкого областного комитета ЛКСМУ.
В 1964—1969 годах — инструктор сельскохозяйственного отдела Хмельницкого областного комитета КПУ.
В 1969—1972 годах — аспирант Академии общественных наук при ЦК КПСС в Москве, защитил кандидатскую диссертацию.
В 1972—1975 годах — 1-й секретарь Ярмолинецкого районного комитета КПУ Хмельницкой области.
В 1975—1978 годах — заведующий отделом организационно-партийной работы Хмельницкого областного комитета КПУ.
В 1978—1988 годах — секретарь Хмельницкого областного комитета КПУ. В 1980—1981 годах — советский советник в Демократической Республике Афганистане, участник боевых действий.
В 1988 — мае 1990 года — 2-й секретарь Хмельницкого областного комитета КПУ.
С 27 мая 1990 по август 1991 года — 1-й секретарь Хмельницкого областного комитета КПУ.
С 1991 года занимался частным бизнесом, работал в жилищно-эксплуатационном управления, был заместителем ректора Хмельницкого юридического колледжа. Потом — на пенсии в городе Хмельницком.
Работал помощником народного депутата Украины IV-го созыва от КПУ Владимира Новака. Председатель Хмельницкого областного Совета ветеранов.

## Награды
- орден Красной Звезды
- ордена
- медали